# Епархия Конкордия-Порденоне

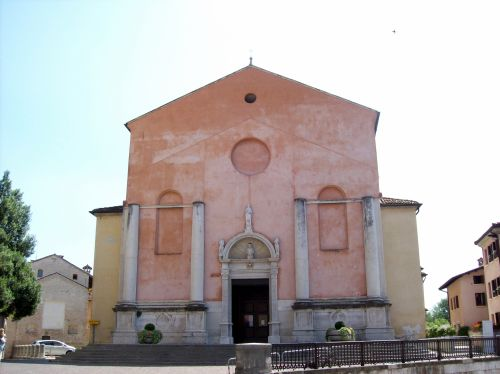
Собор Святого Марка, Порденоне

Епархия Конкордия-Порденоне (лат. Dioecesis Concordiensis-Portus Naonis, итал. Diocesi di Concordia-Pordenone) епархия Римско-католической церкви в составе архиепархии-митрополии Венеции, входящей в церковную область Тревенето в Италии. В настоящее время епархией управляет епископ Джузеппе Пеллегрини. Викарный епископ — Базилио Данелон. Почетный епископ — Овидио Полетто.
Клир епархии включает 321 священников (265 епархиальных и 56 монашествующих священников), 17 диаконов, 73 монаха, 245 монахинь.
Адрес епархии: C.P. 337, Via Revedole 1, 33170 Pordenone, Italia.

## Территория
В юрисдикцию епархии входит 188 приходов в коммунах в провинции Порденоне (за исключением коммун Сачиле, Канева, Прата-ди-Порденоне, Бруньера, входящих в епархию Витторио-Венето, части коммуны Эрто э Кассо, входящей в епархию Беллуно-Фельтре), а также в провинциях Венеция и Тревизо.
Кафедра епископа находится в городе Конкордия в церкви Святого Стефана. Резиденция епископа находится в городе Порденоне при сокафедральном Соборе Святого Марка.

## История
Кафедра Конкордии была основана IV веке в древнеримском городе Юлия Конкордия Сагиттария. Этот город был основан около 42 года до н. э. на Вия Анния между Альтино и Аквилеей.
Собор в Конкордии был освящен святым Хроматием, епископом Аквилеи между 388 и 389 годами. В нем покоились частицы мощей святых апостолов.
Первым епископом Конкордии был Кьяриссимо (Хариссим) (579). Линия его преемников часто прерывалась вплоть до конца XII века.
Сразу же после основания кафедры Конкордии началась активная проповедь христианства на территории между реками Тальяменто и Ливенца, ныне соответствующей границам провинции Порденоне.
В XIV и XV веках из-за смены русла рек Тальяменто и Ливенца территория Конкордии начала затапливаться и превращаться в болото. Несколько церквей и прибрежных деревень были затоплены. По этой причине, формально сохраняя титул епископов Конкордии, архиереи перенесли резиденцию в Портогруаро (некоторое время резиденция находилась в Венеции). Еще в 1425 году Папа Мартин V велел перенести кафедру в Портогруаро, но этот указ отменил его преемник, Папа Евгений IV по просьбе капитула собора и коммуны Портогруаро. Официальный перенос кафедры в Портогруаро состоялся 29 марта 1586 года буллой Папы Сикста V.
В 1701 году епископ Пьетро Валарессо основал епархиальную семинарию.
В последующие столетия границы епархии несколько раз менялись. 1 мая 1818 года буллой De salute dominici gregis Папы Пия VII распространил юрисдикцию епископов Конкордии на бывшие приходы архиепархии Удине в Кастелло д’Aвьяно, Эрто, Чимолайсе, Клауте, Корболоне, Сесто и Торрате, а также в Саллето-Бандо. И, наоборот, были закрыты четыре древних прихода в Сан-Джорджо делла Рикинвельда. 13 ноября 1923 года в состав епархии вошли приходы в Медуна ди Ливенца и Карбоне из архиепархии Удине. Также из архиепархии Удине в епархию по решению Конгрегации по делам епископов 18 октября 1974 года перешли приходы в Сан-Паоло и Муссонсе.
После присвоения Порденоне статуса столицы провинции в 1968 году, население города значительно выросло, и указом № 845/70 от 12 января 1971 года Конгрегации по делам епископов епархия получила новое название — Конкордия-Порденоне. Декретом Novissimis hisce от 26 октября 1974 года Конгрегации по делам епископов кафедра епархии была перенесена из Портогруаро в Порденоне, а церковь Святого Марка в Порденоне получила статус сокафедрального собора.
В апреле — мае 1992 года епархию с пастырским визитом посетил Папа Иоанн Павел II. Это был первый визит понтифика в епархию. В прошлом, Папы Григорий XII и Пий VI пересекали территорию епархии, направляясь на соборы, один в Чивидале (1409), другой в Вену (1782).
17 февраля в епархии Конкордия-Порденоне отмечается праздник в честь группы мучеников, пострадавших в Конкордии во время гонений христиан при императоре Диоклетиане в 304 году. Их святые мощи покоятся в соборной капелле. По преданию мучеников звали Донато, Солоне Секондиано, Ромоло, Кризанто, Эутикьо, Джусто, Кордио, Сильвано, Неомедио, Лючилла, Поликрацио, Эрмоджо и другие, всего более семидесяти двух человек. Предание гласит, что Донато и Солоне были братьями и уроженцами Виченцы, они проповедовали христианство в Конкордии, где крестили Неомедио и его дочь Лючиллу. Их подвергли тюремному заключению и пыткам, а затем обезглавили на берегу реки Лемене.

## Ординарии епархии
| - Кьяриссимо Элия (579); - Агостино (Аугусто) (591); - Джованни (604); - Пьетро (802); - Ансельмо (827); - Томикарио (Торингарио) (844); - Адельмано (901); - Альберико (963—984); - Бенноне (996); - Майо (1015); - Роадберто (1031); - Диотвино (1063); - Реджимпото (1089); - Ривино (1106); - Отто I (1118—1121); - Артманно (1136); - Джервико (1139—1162); - Кононе (упоминается в 1164); - Джерардо (1177—1179); - Джоната (1180 — 13.09.1187); - Ромоло (1188—1196); - Вольдерико (1203—1211); - Оддо (1214—1216); - Альмерико (1216); - Федерико ди Прата (1221 — 20.11.1250); - Гульельмо да Чивидале (05.01.1251 — 1251); - Гвамерио (12.06.1251 — 1252); - Тизо (25.10.1252 — 1257) — апостольский администратор; - Альберто да Колличе (26.07.1260 — 03.07.1268); - Фулькерио ди Цуккола (1269 — 17.04.1293) — францисканец; - Джакомо д’Oттонелло (27.04.1293 — 10.12.1317); - Неизвестный по имени (1319 — 18.01.1320); - Артико Франджипани (28.09.1320 — 1331); - Гвидо I (05.04.1331 — 23.03.1333) — камальдул; - Умберто да Чезена (21.04.1333 — 22.08.1334); - Гвидо II де Гвизис (16.09.1334 — 17.06.1347); - Костантино ди Саворньяно (12.12.1347 — 07.05.1348); - Пьетро да Клаузелло (30.05.1348 — 25.10.1360); - Гвидо III де Байзио (15.02.1361 — 10.10.1380) — назначен епископом Модены; - Амброджо да Парма (10.10.1380 — 1389) — назначен епископом Витербо; - Агостино ди Боэмия (09.03.1389 — 22.05.1392) — августинец-еремит; - Антонио Панчьера (12.07.1392 — 27.02.1402) — назначен патриархом Аквилеи; | - Антонио да Понте (27.02.1402 — 26.06.1409) — назначен патриархом Аквилеи; - Энрико ди Страссольдо (06.09.1409 — 1432); - Даниэле Скотто (07.01.1433 — 11.07.1443); - Баттиста Леньяме (19.07.1443 — 06.04.1455); - Антонио Фелетто (02.05.1455 — 15.10.1488); - Леонелло Кьерикато (22.10.1488 — 19.08.1506); - Франческо Арджентино (24.08.1506 — 23.08.1511); - Джованни Арджентино (10.09.1511 — 1533); - Марино Гримари (1533—1537) — апостольский администратор; - Пьетро Кверини (11.04.1537 — 01.12.1584); - Марино Кверини (13.05.1585 — 1585); - Маттео Занудо I (26.08.1585 — 1616); - Маттео Занудо II (1616 — 22.02.1641); - Бенедетто Каппелло (21.10.1641 — 1667); - Бартоломео Градениго (14.11.1667 — 27.02.1668) — назначен епископом Тревизо; - Агостино Премоли (09.04.1668 — 1692); - Паоло Валарессо (1693 — 23.11.1723) — бенедиктинец; - Джакомо Мария Эриццо (26.06.1724 — 26.11.1760) — доминиканец; - Альвизе Мария Габриэли (07.04.1761 — 12.07.1779) — назначен епископом Виченцы; - Джузеппе Мария Бресса (12.07.1779 — 13.01.1817) — бенедиктинец; - Пьетро Карло Чьяни (17.09.1818 — 31.07.1825); - Карло Фонтанини (09.04.1827 — 01.11.1848) — лазарист; - Анджело Фузинато (20.05.1850 — 28.07.1854); - Андреа Касазола (17.12.1855 — 28.09.1863) — назначен архиепископом Удине; - Николо Франджипане (08.01.1866 — 1872); - Пьетро Каппелари (06.05.1872 — 06.05.1881) — назначен титулярным епископом Кирены; - Доменико Пио Росси (13.05.1881 — 1893) — доминиканец; - Пьетро Дзамбурлини (16.01.1893 — 22.06.1896) — назначен архиепископом Удине; - Франческо Изола (22.06.1896 — 14.02.1919) — назначен титулярным епископом Адрианополя; - Луиджи Паулини (10.03.1919 — 1945); - Витторио Д’Aлесси (10.10.1945 — 09.05.1949); - Витторио Де Цанке (25.09.1949 — 14.04.1977); - Абрамо Фиески (14.04.1977 — 19.07.1989); - Зеннен Гора (19.07.1989 — 16.09.2000); - Овидио Полетто (16.09.2000 — 25.02.2011); - Джузеппе Пеллегрини (с 25 февраля 2011 года — по настоящее время). |  |

## Статистика
На конец 2006 года из 350 102 человек, проживающих на территории епархии, католиками являлись 345 361 человек, что соответствует 98,6 % от общего числа населения епархии.
| год  | население | население | население | священники | священники        | священники         | священники                           | постоянные диаконы | монахи  | монахи  | приходы |
| год  | католики  | всего     | %         | всего      | белое духовенство | черное духовенство | число католиков на одного священника | постоянные диаконы | мужчины | женщины | приходы |
| ---- | --------- | --------- | --------- | ---------- | ----------------- | ------------------ | ------------------------------------ | ------------------ | ------- | ------- | ------- |
| 1950 | 316.820   | 316.858   | 100,0     | 309        | 292               | 17                 | 1.025                                |                    | 10      | 49      | 174     |
| 1970 |           | 301.188   | ,0        | 408        | 348               | 60                 | 0                                    |                    | 109     | 756     | 192     |
| 1980 | 320.000   | 321.035   | 99,7      | 375        | 316               | 59                 | 853                                  |                    | 91      | 603     | 204     |
| 1990 | 332.791   | 334.129   | 99,6      | 351        | 294               | 57                 | 948                                  | 2                  | 71      | 422     | 188     |
| 1999 | 337.204   | 339.322   | 99,4      | 344        | 283               | 61                 | 980                                  | 15                 | 73      | 307     | 188     |
| 2000 | 337.604   | 339.880   | 99,3      | 338        | 273               | 65                 | 998                                  | 16                 | 87      | 292     | 188     |
| 2001 | 338.528   | 341.093   | 99,2      | 344        | 275               | 69                 | 984                                  | 17                 | 95      | 268     | 188     |
| 2002 | 339.422   | 342.340   | 99,1      | 335        | 268               | 67                 | 1.013                                | 16                 | 104     | 282     | 188     |
| 2003 | 339.118   | 342.711   | 99,0      | 343        | 276               | 67                 | 988                                  | 16                 | 92      | 261     | 188     |
| 2004 | 341.687   | 346.177   | 98,7      | 333        | 270               | 63                 | 1.026                                | 16                 | 74      | 254     | 188     |
| 2006 | 345.361   | 350.102   | 98,6      | 321        | 265               | 56                 | 1.075                                | 17                 | 73      | 245     | 188     |